# Rito di Stretta Osservanza
Il rito della Stretta Osservanza Templare era un rito massonico, una serie di gradi progressivi conferiti dall'Ordine della Stretta Osservanza, un corpo massonico del XVIII secolo che vantava una discendenza diretta dai Cavalieri Templari.

## Storia
Il barone Karl Gotthelf von Hund (1722–1776) introdusse un nuovo rito "scozzese" in Germania, che rinominò "massoneria rettificata" e, dopo il 1764, "Stretta Osservanza", riferendosi al sistema inglese che veniva visto come la "Nuova Osservanza".
Il rito si appellava all'orgoglio nazionale tedesco, attirando così le classi non aristocratiche, ed era diretto da superiori sconosciuti. La Stretta Osservanza fu una forma di massoneria particolarmente devota, con particolare riferimento all'eliminazione delle scienze occulte che all'epoca erano largamente praticate in molte logge, oltre alla coesione e l'omogeneità della massoneria attraverso il rafforzamento della disciplina più stretta, un accurato regolamento interno e così via.
Nel 1768 il Rito della Stretta Osservanza contava già quaranta logge.
Malgrado l'iniziale popolarità, il crescente scontento tra i suoi membri (fomentato dagli articoli dello scrittore e giornalista Otto Heinrich von Gemmingen-Hornberg) portò al fallimento dell'ordine attorno al 1782. I delegati rinunciarono quindi alle loro cariche il che portò inizialmente ad una frammentazione delle logge e successivamente all'adesione degli iniziati ad altri riti nel corso di pochi anni.

## Struttura
La struttura interna del Rito di Stretta Osservanza era:
- 1° apprendista
- 2° compagno
- 3º maestro
- 4º maestro scozzese
- 5° novizio
- 6° cavaliere del tempio
- 7° cavaliere professo